# Спомен-парк Јајинци
Спомен-парк „Јајинци“ налази се на подручју београдске општине Вождовац, на 11 km удаљености од Авале. Подигнут је на локалитету војног стрелишта које су користиле оружане снаге Краљевине Југославије, а које је током Другог светског рата постало место највећег страдања недужног становништва на територији окупиране Србије.

## Историја
Нападом Трећег рајха на Пољску, 1. септембра 1939. године, отпочео је ратни сукоб до тада невиђених размера и жестине, вођен свуда и свим средствима, тако да су га историчари, користећи термин настао током рата, с правом називали „тотални рат“. Рат су силе Осовине водиле у толикој мери безобзирно да су практично кршене све важеће норме међународног права, а злочини које су починили били су таквог обима и карактера да је за њих било нужно створити нове одредбе међународног јавног права.
Слике глади, гасних комора, крематоријума, масовних егзекуција, живих лешева као последица „научних експеримената, били су стварност у којој су живели и умирали милиони Европљана. Понижени, у болу и патњи, били су лишени елементарног статуса људског бића и сведени на појаву, број, статистички податак, у најбољем случају радну снагу корисну и потребну само до границе физичке моћи. У ову слику колективне патње, од 1941. до 1944. године укључено је становништво Србије и Београда преко читавог система затвора, логора и стратишта.
Одмах након уласка немачких окупационих трупа у Београд, 12. априла 1941. године, почеле су репресалије над становништвом. Уведена је пракса сталног држања таоца и претњи њиховим стрељањем ако се на било који начин пружи отпор окупатору. Оснивање логора Топовске шупе на Аутокоманди, на Бањици у касарни 18. пешадијског пука, логора Сајмиште у објектима бившег комплекса сајма на левој обали Саве и Милишића циглани на Звездари на сасвим посебан начин обележили су судбину Београда. Била је то једина престоница у окупираној Европи на чијем су урбаном тлу формирани концентрациони логори.
Егзекуције, организоване и спроведене од стране немачких окупационих снага, трајале су свакодневно од 15. јула 1941. до краја 1943. године. Ликвидације таоца и заточеника вршене су на више локација у Београду и његовој околини: Бежанијска коса, Јеврејско гробље, Бубањ Поток, Централно гробље, Маринкова бара, село Јабука, Скела, Мали Пожаревац, Раља.

## Стрелиште
Стрелиште у Јајинцима издваја се у односу на остала места страдања по масовности жртава и суровој систематичности у ликвидацији и прикривању злочина над недужним становништвом. Сачуване фотографије и изјаве малог броја преживелих сведоче о страдању и патњама Срба, Јевреја, Рома и других талаца фашистичког режима у Београду и Србији. У периоду од 8. новембра 1943. године до 2. априла 1944. године, желећи да уклони трагове масовног злочина, Гестапо је вршио организовану ексхумацију и спаљивање посмртних остатака жртава. Комисија за утврђивање ратних злочина, формирана одмах по завршетку Другог светског рата, након истраге је изнела податак да је на стрелишту Јајинци страдало 80.000 особа. Новија истраживања указују на број од 65 000 страдалих. Прве венце на место где су вршена масовна стрељања положили су генерали Пеко Дапчевић и Владимир Иванович Жданов, команданти трупа које су ослободиле Београд 20. октобра 1944. године, што представља и прво одавање поште недужним жртвама фашистичког терора.

## Формирање Спомен-парка
Спомен-парк Јајинци састоји се од више сегмената и његово формирање отпочето је 7. јула 1951. године постављањем споменика на самом улазу у споменички комплекс. Аутори споменика били су академски вајар Стеван Боднаров. и архитекта Леон Кабиљ. Уређење Спомен-парка, установљеног 1960. године, настављено је и у наредним деценијама, где бележимо више нереализованих јавних конкурса за пројекат споменика жртвама фашизма. Коначно, 1988. године, усвојено је и реализовано решење монументалног споменика, аутора академског вајара Војина Стојића. У уређењу пратећих садржаја и зелених површина Спомен-парка учествовали су и архитекти Бранко Бон и Брана Мирковић
Одлуком Скупштине града Београда 1986. године, Спомен-парк „Јајинци“ проглашен је културним добром – знаменито место.

## Извори и литература
- Архив Југославије, Београд, фонд Државне комисије за утврђивање злочина окупатора и њихових помагача.
- Милан Кољанин, Немачки логор на Београдском сајмишту 1941-1944, Београд, 1992.
- Венцеслав Глишић, Злочини нациста у Београду 1941-1944, Београд у рату и револуцији 1941-1945, Београд, 1971.
- Horvatinčić, Sanja (2015). „Spomenik, teritorij i medijacija ratnog sjećanja u socijalističkoj Jugoslaviji” (PDF). Život umjetnosti. Zagreb: Institut za povijest umjetnosti (96): 34—61.
- Horvatinčić, Sanja (2015). „Povijest nemogućeg spomenika : Podizanje Spomenika žrtvama fašizma u Jajincima” (PDF). Anali Galerije Antuna Augustinčića. Klanjec: Galerija Antuna Augustinčića. XXXII–XXXV (2012.–2015.) (32—33/34—35): 261—282.
- Стојановић, Братислав (1955). „О споменицима Београда” (PDF). Годишњак Музеја града Београда. Београд: 461—475. Архивирано из оригинала (PDF) 08. 10. 2020. г. Приступљено 25. 07. 2018.